# 도쿠가와 요시카쓰

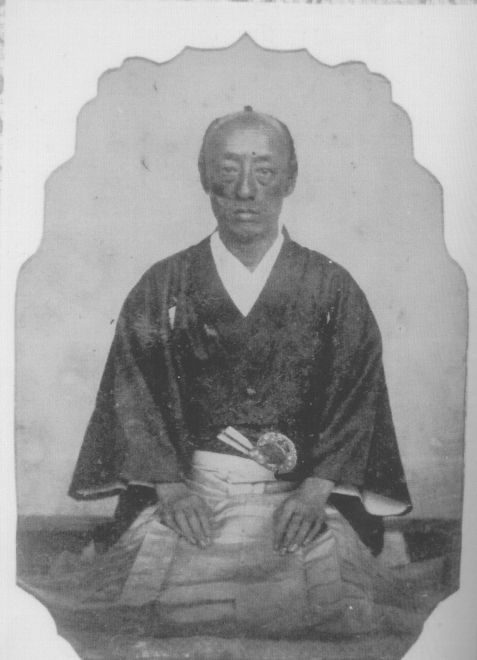
도쿠가와 요시카쓰

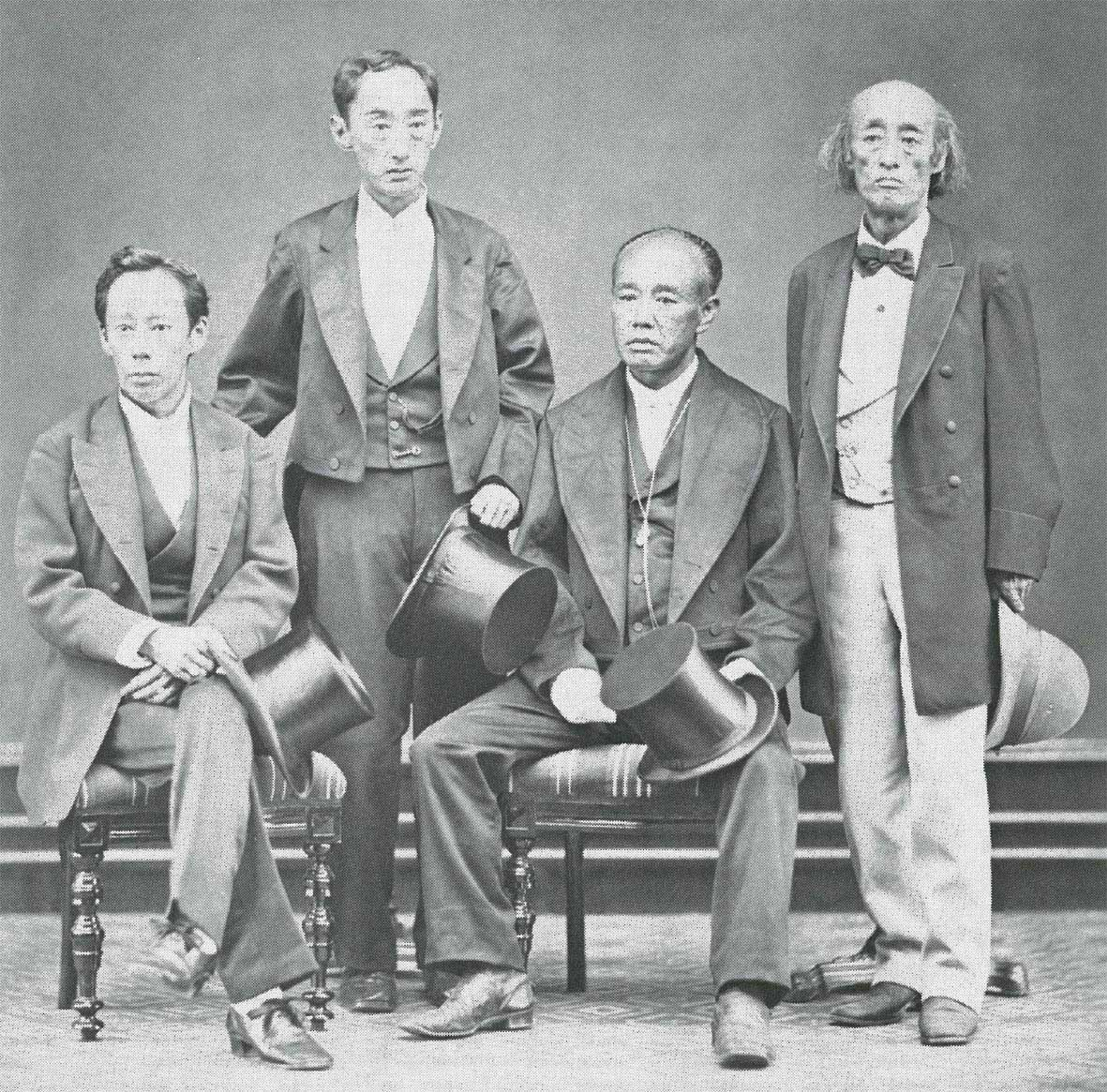
다카스 사형제(좌측부터 사다아키, 가타모리, 모치하루, 요시카쓰)

도쿠가와 요시카쓰(徳川慶勝)는 막말의 다이묘, 메이지 시대 초기의 정치인이다. 오와리번 제14대 번주를 지냈으며 오와리 도쿠가와 가 제14·17대 당주를 지냈다. 미노 다카스 번주(오와리 번의 지번, 오와리 가의 고렌시) 마쓰다이라 요시타쓰의 차남이다. 오와리 번을 상속받기 전의 이름은 마쓰다이라 요시쿠미(松平義恕), 오와리 번을 상속받은 후의 이름은 도쿠가와 요시쿠미(徳川慶恕)이며 이후 요시카쓰(慶勝)로 개명하였다.
형제인 도쿠가와 모치하루, 마쓰다이라 가타모리, 마쓰다이라 사다아키와 더불어 다카스 4형제로 불린다.
| 전임 도쿠가와 요시쓰구 도쿠가와 요시노리 | 제14, 17대 오와리 도쿠가와 가 당주 1849년 ~ 1858년 1875년 ~ 1880년 | 후임 도쿠가와 모치나가 도쿠가와 요시아키라 |